# Nerocila benrosei
Nerocila benrosei là một loài chân đều trong họ Cymothoidae. Loài này được Bunkley-Williams & Williams miêu tả khoa học năm 1999.